# Łysek (rodzaj)

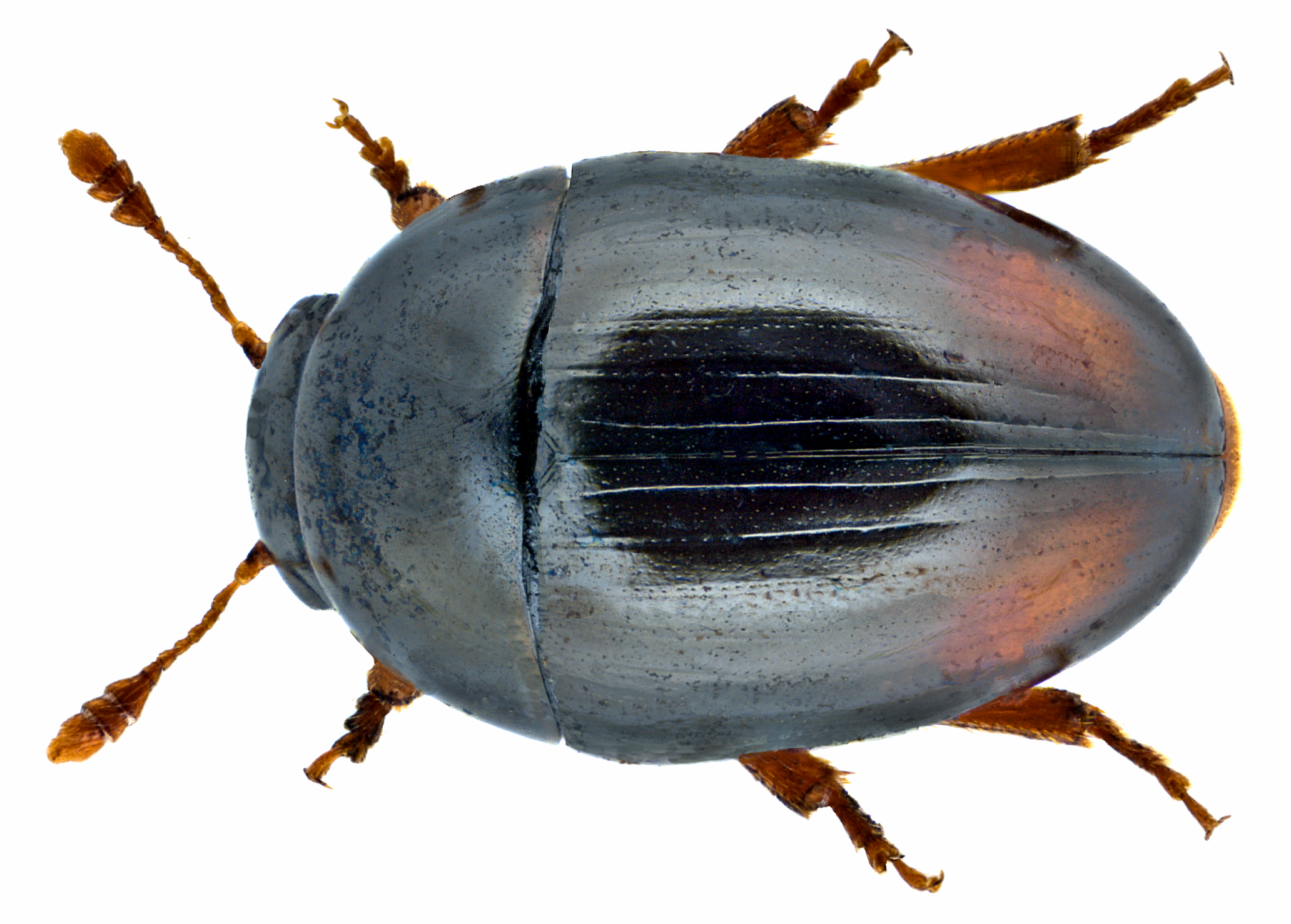
Olibrus bimaculatus

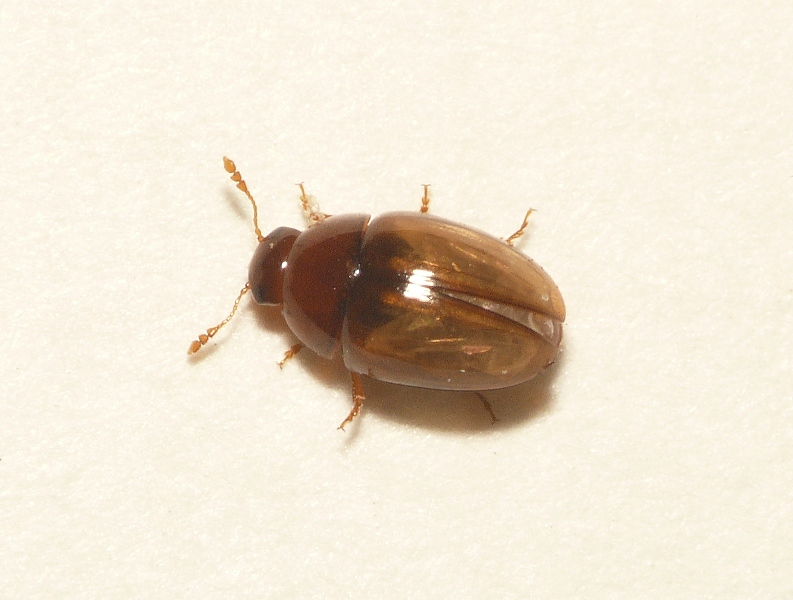
Łysek połyskliwy

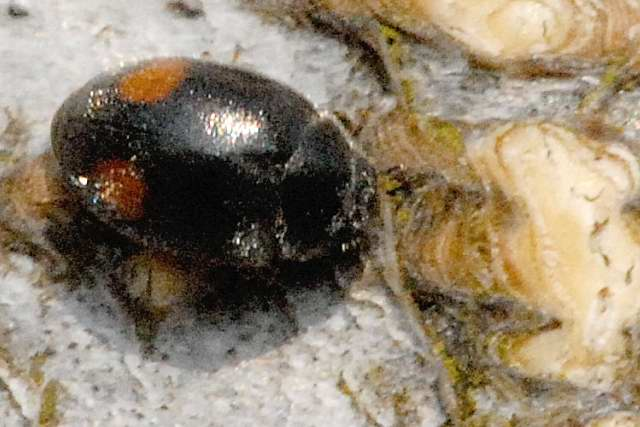
Olibrus bisignatus

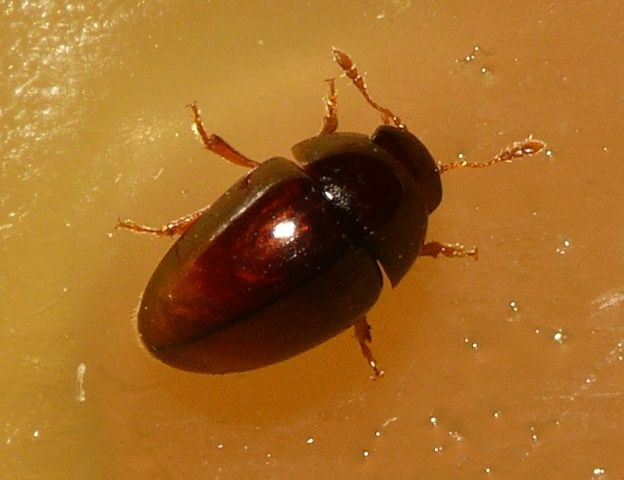
Olibrus affinis

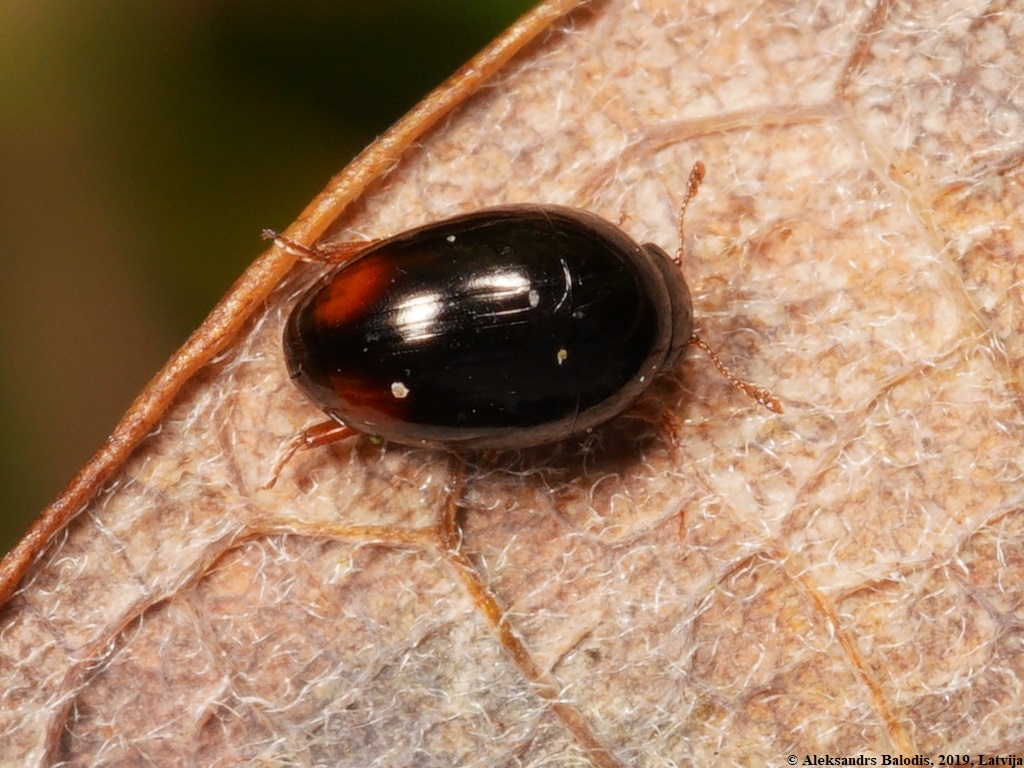
Olibrus bicolor

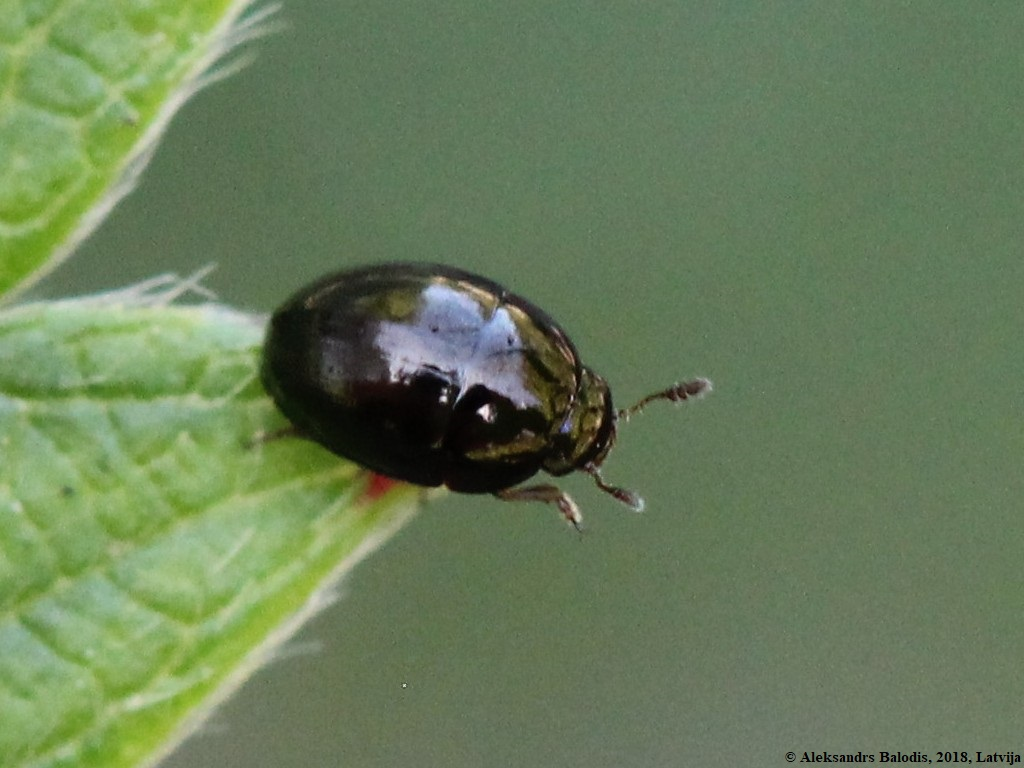
Olibrus millefolii

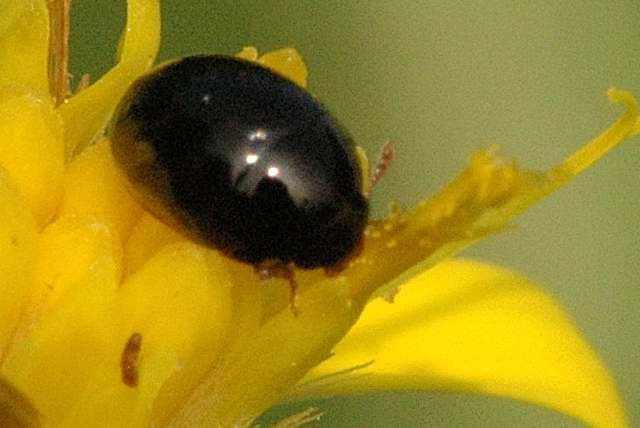
Olibrus flavicornis

Łysek (Olibrus) – rodzaj chrząszczy z rodziny pleszakowatych.

## Morfologia
Chrząszcze o ciele długości od 1,2 do 3,5 mm, w zarysie owalnym, z wierzchu wypukłym. Czułki mają buławki o przedwierzchołkowo przewężonym członie ostatnim. Drobnych rozmiarów tarczka jest szersza niż dłuższa. Na powierzchni pokryw obecna jest wyraźna mikrorzeźba. Występują dwa rzędy przyszwowe, z których wewnętrzny zazwyczaj osiąga wierzchołek pokryw, a zewnętrzny jest skrócony lub połączony z wewnętrznym przed ich wierzchołkiem. Zapiersie ma półkoliste linie biodrowe. Przednia para goleni ma dwa lub trzy blisko siebie umieszczone kolce na zewnętrznej krawędzi. Środkowa i tylna para goleni ma wierzchołkową powierzchnię wydzieloną wieńcem grubych szczecinek. Odwłok samicy ma pokładełko porośnięte nielicznymi, drobnymi szczecinkami.

## Ekologia i występowanie
Zarówno larwy, jak i postacie dorosłe bytują na kwiatostanach roślin z rodziny selerowatych. Zimowanie dorosłych owadów odbywa się w wierzchniej warstwie gleby, ściółce, wśród mchów oraz w gniazdach.
Takson kosmopolityczny, w Europie reprezentowany przez 31 gatunków, z których 13 stwierdzono również w Polsce (zobacz: pleszakowate Polski).

## Taksonomia
Rodzaj ten wprowadzony został w 1845 roku przez Wilhelma Ferdinanda Erichsona. Obejmuje około 180 opisanych gatunków, w tym:
- Olibrus abstinens Casey, 1916
- Olibrus aenescens Küster, 1852
- Olibrus aeneus (Fabricius, 1792)
- Olibrus aeratus Champion, 1925
- Olibrus affinis (Sturm, 1807)
- Olibrus albomaculatus Motschulsky, 1858
- Olibrus anthobius Guillebeau, 1894
- Olibrus aridus Casey, 1916
- Olibrus atomarius Sharp, 1888
- Olibrus bakeri Casey, 1916
- Olibrus baudueri Flach, 1888
- Olibrus bedeli Guillebeau, 1892
- Olibrus bevinsi Champion, 1925
- Olibrus bicolor (Fabricius, 1792)
- Olibrus bimaculatus Küster, 1848
- Olibrus bisignatus (Ménétriés, 1849)
- Olibrus bivulnerus Motschulsky, 1858
- Olibrus blanditus Casey, 1916
- Olibrus bohemani Champion, 1925
- Olibrus brunnescens Motschulsky, 1858
- Olibrus brunneus (Motschulsky, 1858)
- Olibrus bullatus Casey, 1916
- Olibrus calamis Casey, 1916
- Olibrus callidus Casey, 1916
- Olibrus calvosus Lyubarsky, 2003
- Olibrus camptoides Guillebeau, 1892
- Olibrus capriviensis Lyubarsky, 1998
- Olibrus caseyi Hetschko, 1928
- Olibrus castaneus Baudi di Selve, 1870
- Olibrus caucasicus Tournier, 1889
- Olibrus cessus Casey, 1916
- Olibrus cinerariae Wollaston, 1854
- Olibrus collucens Casey, 1916
- Olibrus congener Wollaston, 1864
- Olibrus consanguineus Péringuey, 1892
- Olibrus corticalis (Panzer, 1797) – łysek połyskliwy
- Olibrus decoloratus Casey, 1916
- Olibrus delicatulus Tournier, 1889
- Olibrus demarzoi Švec & Angelini, 1996
- Olibrus desbrochersi Guillebeau, 1892
- Olibrus egenus Guillebeau, 1896
- Olibrus evanescens Champion, 1925
- Olibrus fallaciosus Casey, 1916
- Olibrus fallax Flach, 1888
- Olibrus festivus Lyubarsky, 2005
- Olibrus firmus Lyubarsky, 2003
- Olibrus flachi Reitter, 1891
- Olibrus flavicornis (Sturm, 1807)
- Olibrus florum Wollaston, 1864
- Olibrus frustratus Casey, 1916
- Olibrus gemma Wollaston, 1867
- Olibrus gerhardti Flach, 1888
- Olibrus globiformis Pic, 1894
- Olibrus guatemalenus Sharp, 1888
- Olibrus guttatus Tournier, 1889
- Olibrus hervosus Lyubarsky, 1994
- Olibrus igneus Fauvel, 1903
- Olibrus impotens Casey, 1916
- Olibrus impressus Hatch, 1962
- Olibrus irregularis Casey, 1916
- Olibrus jelineki Svec & Ponel, 1999
- Olibrus judaicus J. Sahlberg, 1913
- Olibrus kaszabi Medvedev, 1971
- Olibrus koltzei Flach, 1888
- Olibrus laevisternus Guillebeau, 1897
- Olibrus latipes Sharp, 1888
- Olibrus latisternus Guillebeau, 1894
- Olibrus lecontei Casey, 1890
- Olibrus lineatopunctatus Tournier, 1879
- Olibrus liquidus Erichson, 1845
- Olibrus lubricatus Lyubarsky, 2004
- Olibrus lubricus Casey, 1916
- Olibrus macropus Champion, 1925
- Olibrus metallescens Flach, 1888
- Olibrus mexicanus Sharp, 1888
- Olibrus microsternus Sharp, 1888
- Olibrus millefolii (Paykull, 1800)
- Olibrus minusculus Motschulsky, 1866
- Olibrus motschulskyi Lyubarsky, 1994
- Olibrus multesimus Lyubarsky, 1994
- Olibrus nainiensis Champion, 1924
- Olibrus namibiensis Lyubarsky, 1998
- Olibrus natalensis Champion, 1925
- Olibrus neglectus Casey, 1890
- Olibrus nigroclavatus Champion, 1925
- Olibrus norvegicus Munster, 1901
- Olibrus notatus Wollaston, 1867
- Olibrus obscuricornis Guillebeau, 1894
- Olibrus obscurus Guillebeau, 1892
- Olibrus oregonus Casey, 1916
- Olibrus ovalis Khnzoryan, 1962
- Olibrus pallidulus Motschulsky, 1858
- Olibrus pallipes (Say, 1834)
- Olibrus particeps Mulsant & Rey, 1861
- Olibrus partitus Sharp, 1888
- Olibrus parvulus Boheman, 1858
- Olibrus permicans Reitter, 1913
- Olibrus piceus Boheman, 1858
- Olibrus platycephalus Champion, 1924
- Olibrus platysternus Champion, 1925
- Olibrus pondoensis Champion, 1925
- Olibrus porrectus Sharp, 1888
- Olibrus posticalis Sharp, 1888
- Olibrus pruddeni Casey, 1916
- Olibrus punctatus Lyubarsky, 1994
- Olibrus pygmaeus (Sturm, 1807)
- Olibrus quadristriatus Champion, 1925
- Olibrus raffrayi Guillebeau, 1894
- Olibrus rasilis Lyubarsky, 2003
- Olibrus reitteri Flach, 1888
- Olibrus reyi Guillebeau, 1892
- Olibrus rubiginosus Sharp, 1888
- Olibrus rufescens Motschulsky, 1858
- Olibrus rufipes LeConte, 1856
- Olibrus rufopiceus Motschulsky, 1858
- Olibrus rufoplagiatus Champion, 1925
- Olibrus rufosignatus Lyubarsky, 1889
- Olibrus rufoterminatus Champion, 1925
- Olibrus seidlitzi Flach, 1888
- Olibrus selvei Guillebeau, 1892
- Olibrus semistriatus LeConte
- Olibrus singularis Tournier, 1889
- Olibrus snizeki Svec, 2005
- Olibrus stictus Lyubarsky, 1994
- Olibrus stierlini Flach, 1888
- Olibrus stlatarius Lyubarsky, 1994
- Olibrus stlembus Lyubarsky, 1994
- Olibrus striatissimus Reitter, 1899
- Olibrus stuporatus Lyubarsky, 1994
- Olibrus subaereus Wollaston, 1864
- Olibrus submaculatus Sharp, 1888
- Olibrus substrigosus Sharp, 1888
- Olibrus teapensis Sharp, 1888
- Olibrus tolyphoides Champion, 1925
- Olibrus triangulum Fauvel, 1903
- Olibrus tritus Casey, 1916
- Olibrus turcicus Svec & Ponel, 1999
- Olibrus utealis Casey, 1916
- Olibrus versicolor Kirsch, 1873
- Olibrus veteratus Lyubarsky, 2003
- Olibrus viridescens Champion, 1925
- Olibrus vittatus LeConte, 1863
- Olibrus voraginalis Casey, 1916
- Olibrus vulgaris Sharp, 1888
- Olibrus wickhami Casey, 1890